# Castillo Miramont
El castillo Miramont es un museo ubicado en Manitou Springs, Colorado. El castillo se construyó originalmente en 1895 como una casa privada para el padre Jean Baptist Francolon, un sacerdote católico nacido en Francia. Ubicado en el distrito histórico de Manitou Springs, se encuentra en el Registro Nacional de Lugares Históricos.
Esta edificación posee un gran valor histórico y arquitectónico. Se compone de 14 000 pies cuadrados y presenta varios estilos de arquitectura como el Tudor, el bizantino, colonial veneciano, morisco, entre otros, elaborados a partir de piedra verde. En la segunda planta se encuentra un salón al que se accede por medio de una escalera situada justo en la entrada del castillo. También existe una capilla de ocho lados, un solárium, una habitación exclusiva para visitas e invitados y un botín militar que se exhibe permanentemente como un homenaje a todos aquellas personas que sirvieron a los Estados Unidos. La propiedad posee 40 habitaciones en total, una de ellas consta de 16 lados. En el cuarto y último piso se sitúa una tienda de regalos.
El castillo Miramont está avaluado en $ 43 000 000 millones de dólares.

## Historia
El padre Jean Baptiste Francolon construyó el castillo de Miramont en 1895. La casa es «una propiedad que combina una variedad de estilos arquitectónicos desde el bizantino hasta el Tudor». La construcción se completó en 1896. El castillo es un ejemplo arquitectónico de la época victoriana. A comienzos de la década de 1900, el castillo fue utilizado por las Hermanas de la Misericordia y operaban el Sanatorio Montcalm en Miramont, compartiendo la propiedad con el padre Francolon. Este sanatorio fue operado durante la temporada de verano y en él se atendía a personas que padecían de tuberculosis. Un solárium era utilizado como sala de operaciones. Para la década de 1940, las hermanas decidieron vender el castillo a personal privado; se sabe que fue vendido en repetidas ocasiones. El castillo se fue deteriorando por la falta de mantenimiento, muchos de los inquilinos y de las personas que lo habitaban se llevaron objetos y elementos de gran valor histórico ya que estaba permitido. Para comienzos de la década de 1970 sufrió un incendio debido a que un inquilino tenía un colchón muy cerca de un calefactor. Después de estos sucesos, el castillo permaneció abandonado por varios años.
En 1976, el castillo Miramont se agregó al Registro Nacional de Lugares Históricos debido a su importante patrimonio histórico y variedad arquitectónica. En esta misma fecha, la Sociedad Histórica de Manitou Springs compró el castillo, lo restauró y fue abierto al público en general para ofrecer guías y recorridos.
Se dice que el castillo está embrujado con varias apariciones y fenómenos inexplicables según lo informado por los visitantes y el personal.